# Sweclockers.com
Sweclockers.com är en svensk webbtidning inriktad på datorer och hårdvara med cirka 420 000 unika besök varje vecka. Innehållet består av nyheter, recensioner, guider och intervjuer. Varje fredag går ett par redaktörer genom de största nyheterna på sidan i "Fredagspanelen". 

## Historia
Sweclockers lanserades som hobbyprojekt av grundaren Edin Mehinovic den 24 december 1999 då Mehinovic tyckte att det saknades en svensk webbplats med inriktning på datorkomponenter . Allt efter sidan växte och fick fler besökare bildades bolaget Sweclockers AB med sitt första fysiska kontor i Göteborg. Sedan starten har Sweclockers skiftat fokus från överklockning och hårdvara till mer allmänt datorrelaterade artiklar och även spel och mobiltelefoner.
I april 2011 flyttades huvudkontoret till Norrmalm i Stockholm, från tidigare lokaler vid Odenplan. 2019 flyttade man in i nya lokaler vid Karlaplan i Stockholm.
Nuvarande VD är Per Melander som tidigare arbetat för Egmont.

## Forum
På webbplatsen finns ett av Sveriges största forum där medlemmarna kan diskutera allt inom IT och även kommunicera med representanter från datorbranschen, exempelvis Komplett, Dustin, Antec, Inet, Asus, Gigabyte, Corsair, Mionix, MSI och Fractal Design. Forumet har över 290 000 registrerade användare och över sju miljoner inlägg enligt Sweclockers.

## Galleri
Sweclockers galleri är en avdelning som tillägnas hemmabyggda datorer och moddar. Användarna har möjlighet att ladda upp bilder, beskrivningar och byggloggar på datorer eller lösningar på alldagliga problem som sedan kan poängsättas och diskuteras av besökarna.[källa behövs]

## Folding@SweClockers.com
Sweclockers har Nordens näst bäst presterande lag i forskningsprojektet Folding@home och ett speciellt forum för deltagarna.

## Marknad
Sweclockers har en marknad där man kan sälja, byta och köpa saker.